# María Esteve
María Esteve Flores (Mar del Plata, 30 dicembre 1974) è un'attrice spagnola.

## Biografia
María Esteve è nata in Argentina. Figlia d'arte, suo padre era l'attore Antonio Gades (1936-2004), mentre sua madre era l'attrice e ballerina Marisol, nota anche come Pepa Flores.
Come attrice ha debuttato nel 1996 recitando nel film Más que amor, frenesí. Tra i suoi lavori televisivi vi è la fiction Doctor Mateo (2009-2011).
Ha ricevuto due volte la candidatura al Premio Goya: nel 1999 nella categoria "miglior attrice rivelazione" e nel 2003 nella categoria "miglior attrice non protagonista".

## Filmografia parziale

### Cinema
- Más que amor, frenesí, registi vari (1996)
- Atómica, regia di Alfonso Albacete e David Menkes (1998)
- Mensaka, regia di Salvador García Ruiz (1998)
- Nada en la nevera, regia di Álvaro Fernández Armero (1998)
- Cuarteto de La Habana, regia di Fernando Colomo (1999)
- L'arte di morire (El arte de morir), regia di Álvaro Fernández Armero (2000)
- L'altro lato del letto (El otro lado de la cama), regia di Emilio Martínez Lázaro (2002)
- Días de fútbol, regia di David Serrano (2003)
- El juego de la verdad, regia di Álvaro Fernández Armero (2004)
- Los 2 lados de la cama, regia di Emilio Martínez Lázaro (2005)
- Four Last Songs, regia di Francesca Joseph (2007)
- Sólo química, regia di Alfonso Albacete (2015)
- Hacerse mayor y otros problemas, regia di Clara Martínez-Lázaro (2018)

### Televisione
- Maneras de sobrevivir - serie TV, 13 episodi (2005)
- Doctor Mateo - serie TV, 53 episodi (2009-2011)
- Sabuesos - serie TV, 10 episodi (2018)
- Supernormal - serie TV, 3 episodi (2021-2023)
- Nessuna traccia, o quasi (Sin huellas) - serie TV, 3 episodi (2023)